# Amir Abdel Hamid
Amir Abdelhamid (Árabe: أمير عبد الحميد) (nascido em 24 de Abril de 1979) é um futebolista egipcio que defende a equipe do Al Ahly desde 1999 e a Seleção Egípcia de Futebol.